# Castell de Santa Bárbara
El castell de Santa Bárbara, denominada oficialment castillo de Santa Bárbara i San Hermenegildo, és una fortalesa a la vora del cràter del volcà Guanapay, a un quilòmetre del nucli històric del poble de Teguise, a l'illa de Lanzarote. Està declarat com a patrimoni històric artístic i avui dia funciona com a "Museu de la Pirateria". Des de 1991 fins a 2011 va funcionar com a Museu Etnogràfic de l'Immigrant Canari. El Museu de la Pirateria és realment un centre d'interpretació de conqueridors, corsaris i pirates que han estat relacionats amb la història de les Canàries.
Es tractava inicialment d'una simple torre per vigilar la costa construïda al segle xv per Sancho de Herrera, amb el mandat de Lanzarotto Malocello. Leonardo Torriani escomet a mitjans segle xvi una sèrie de reformes convertint-lo en un veritable castell que servís de refugi per a la població de Teguise (en aquests moments capital de l'illa) en cas d'invasió enemiga. En 1576 es culmina l'obra envoltant el conjunt de la torre i les estances amb una muralla romboïdal amb torretes circulars en els seus extrems més apuntats. Després de l'atac de Morato Arráez de 1586, el castell és reconstruït.
Al segle xvii el castell perd la seva importància defensiva a causa de la construcció de noves fortificacions en el port d'Arrecife, i l'artilleria és desmantellada. Amb la desaparició dels atacs corsaris a inicis del segle xix, desapareix totalment tot valor estratègic del castell. Es rehabilita com a colomar militar el 1899, i el 1913 se cedeix a l'Ajuntament de Teguise.